# 반곡초등학교 (울산)
반곡초등학교는 대한민국 울산광역시 울주군에 있는 초등학교이다.

## 학교 연혁
- 1934.04.01 언양공립보통학교 부설 대곡간이학교 개교
- 1943.07.24 언양초등학교 반곡분교장 인가
- 1943.08.06 대곡간이학교에서 개교
- 1946.05.21 반곡리로 분교장 이전
- 1947.03.01 반곡초등학교 설립 인가
- 1947.04.02 반곡초등학교 개교
- 1966.03.29 대곡분교장 부설
- 1973.03.17 교가 제정
- 1981.03.10 병설유치원 개원
- 1983.02.28 대곡분교장 폐교
- 1999.03.01 두서초등학교 두남분교장 본교 통폐합 8학급(동향원 2학급) 편성
- 2002.03.01 ~ 2004.02.29 울산광역시교육청 학력평가 연구학교
- 2014.09.01 제26대 강점자 교장선생님 부임
- 2015.03.01 문화재청 지정 문화유산 창의체험학교
- 2015.09.01 제27대 최주범 교장선생님 부임
- 2019.09.01 제28대 김경순 교장선생님 부임
- 2022.03.01 울산형 혁신학교 서로나눔학교 지정(2022~2025)
- 2022.09.01 공간혁신학교 준공(2019~2022)
- 2024. 02.06 병설유치원 제43회 졸업
- 2024. 02.07 제79회 졸업(남 6명, 여 3명) 총 졸업생(3,238명)
- 2024.03.01 7학급(특수 1학급)편성, 병설유치원 1학급 편성
- 2024.03.01 제29대 정철근 교장선생님 부임